# Витязь (Кримськ)
Професіональний футбольний клуб «Витязь» (Кримськ) або просто «Витязь» (рос. Профессиональный футбольный клуб «Витязь») — російський футбольний клуб з міста Кримськ.

## Хронологія назв

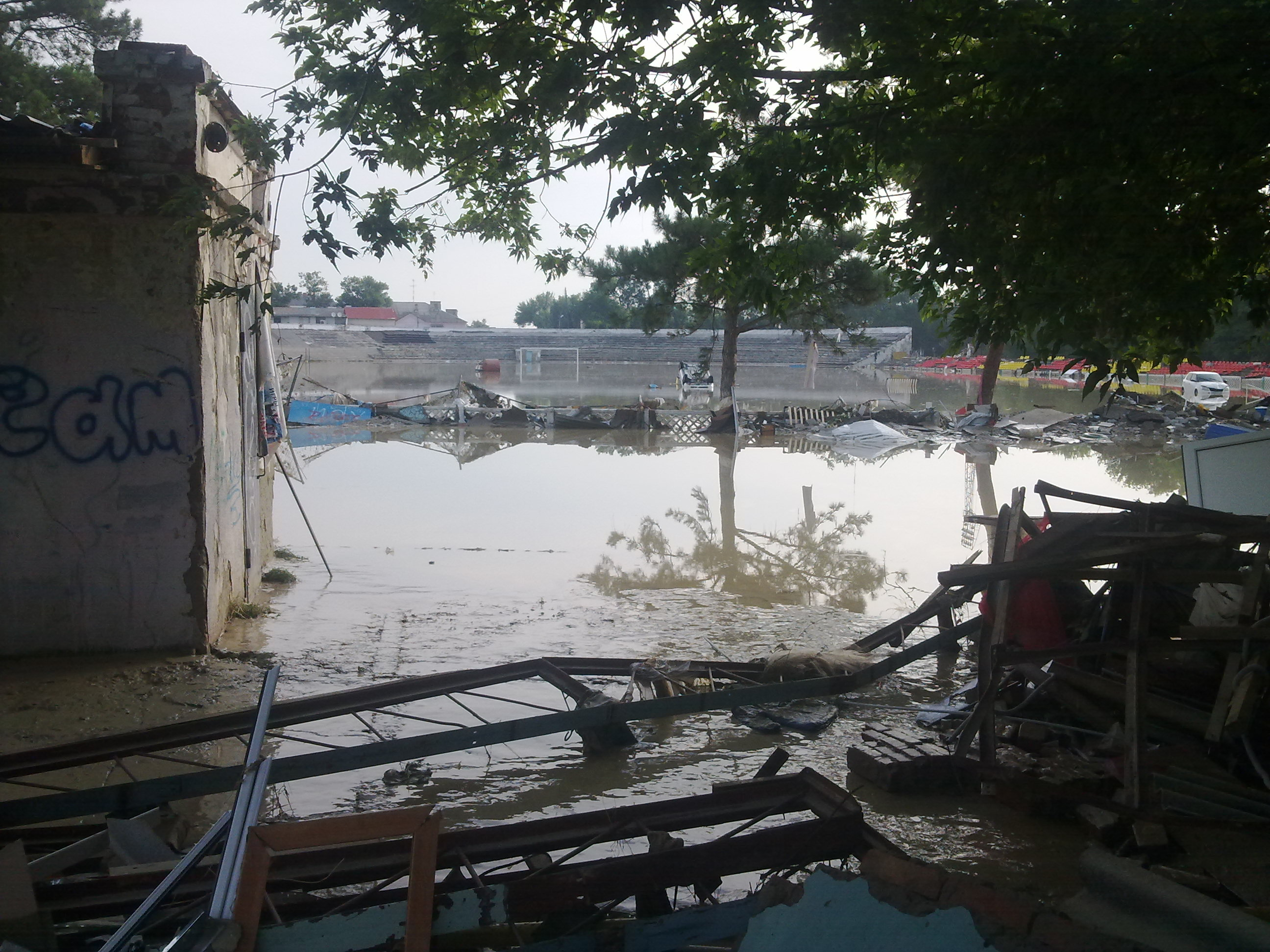
Стадіон «Витязь» після повені.

- До 1994 року — «Врожай», «Колос», АПК, «Альтрос»
- з 1994 до 1995 — «Зоря»
- з 1996 до 2005 — «Витязь»
- з 2005 до 2012 — «Зоря»
- з 2013 — «Витязь»[1]

## Історія
За часів Радянського Союзу команда з Кримська називалася «Урожай». І за радянських часів, і вже після розпаду СРСР команда з Кримська не раз ставала призером першостей краю. У 1994 році була заснована «Зоря», а з 1996 року команда стала виступати під назвою «Витязь». У 1999 році «Витязь» вперше взяв участь у Другому дивізіоні Росії і зайняв 7 місце. Найкраще досягнення в Кубку Росії — 1/32 фіналу в сезоні 2001/02 років. Протягом шести років команда грала у Другому дивізіоні, а в сезоні 2005 року «Витязь» знявся зі змагань і продовжив виступи на аматорському рівні під назвою «Зоря». З 2005 по 2012 рік «Зоря» виступала в Першій лізі і Кубку губернатора Краснодарського краю. З 2013 року команда знову виступала у другому дивізіоні в зоні «Південь» під назвою «Витязь». Оскільки колишній стадіон «Витязь» був зруйнований в результаті руйнівної повені, матчі клуб став проводити стадіоні спорткомплексу «Гігант». У сезоні 2014/15 років фінішував другим у своїй територіальній зоні. Напередодні початку сезону 2015/16 років клуб не пройшов ліцензування для участі в професіональних футбольних змаганнях.

## Стадіон «Витязь»
Знаходиться близько до центру міста. Був побудований в 1953 році. В результаті липневої повені стадіон був зруйнований. Була зруйнована східна трибуна, частина західної, зовнішні огорожі. «Витязь» був завалений різноманітним сміттям. Після повені на стадіоні виявилися навіть перевернуті автомобілі, які принесло потоком води. Пізніше на місці стадіону був розгорнутий мобільний госпіталь МНС. Зараз ведуться роботи по його відновленню. ФК «Витязь» тим часом проводить свої домашні матчі на стадіоні спорткомплексу «Гігант», який був відкритий в 1996 році і розрахований на 1500 глядачів.